# 塔夫里斯凯 (普里亚速斯凯市镇)
46°41′27″N 35°36′29″E / 46.69083°N 35.60806°E
塔夫里斯凯（烏克蘭語：Таврійське）是位於烏克蘭東南部的村莊，由扎波羅熱州梅利托波爾區的普里亞速斯凱市鎮負責管轄。該村始建於1920年，面積0.85平方公里，海拔高度30米，2001年人口198，人口密度每平方公里232.9人。